# Demasduit
Demasduit, także Shendoreth, Waunathoake, Mary March (ur. ok. 1796, zm. 8 stycznia 1820) – kobieta z plemienia Beothuk, jedna z ostatnich przedstawicielek tego plemienia w Nowej Fundlandii.

## Życiorys

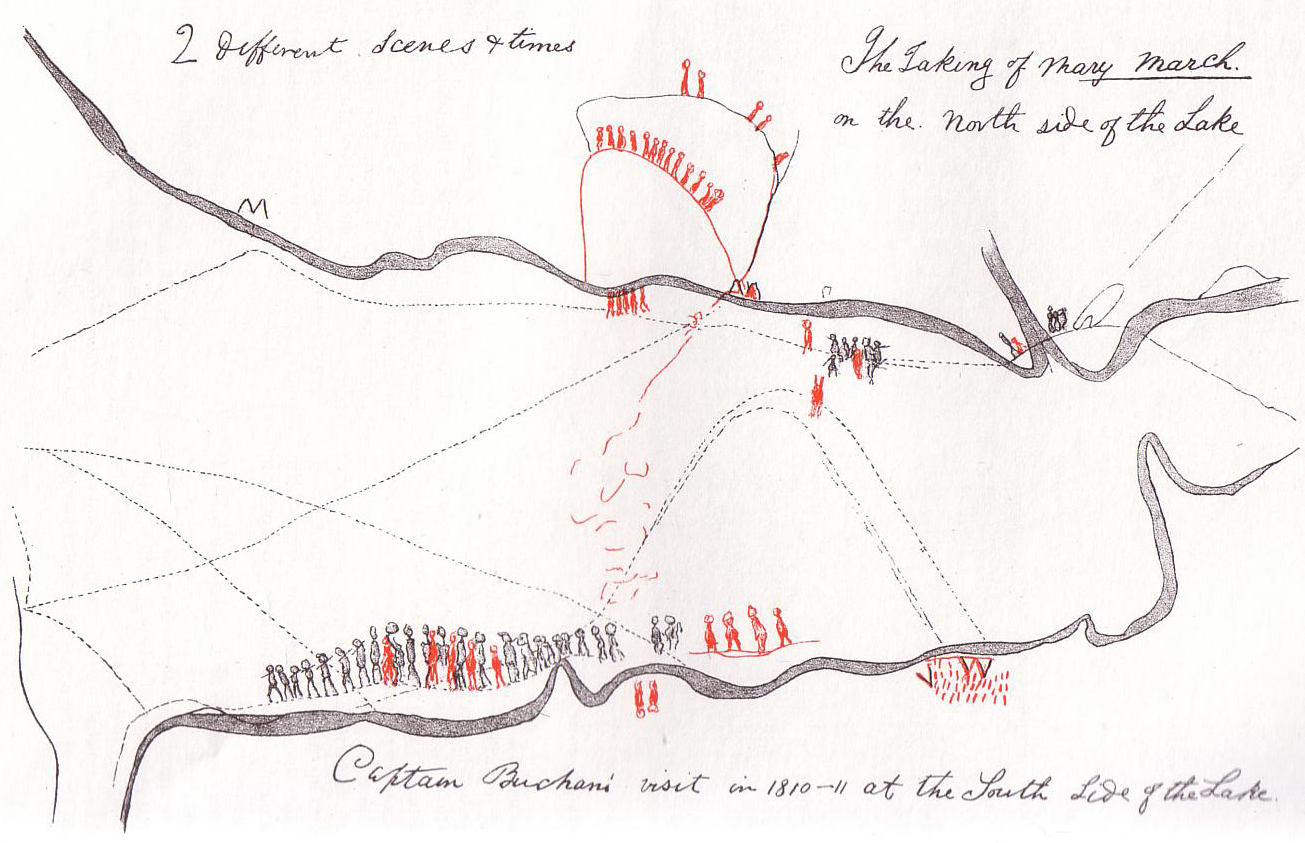
Mapa z trasą porwania Demasduwit narysowana zimą 1829 na podstawie opowieści jej siostrzenicy Shanawdithit

Jesienią 1818 niewielka grupa Beothuków zdobyła łódź i sprzęt rybacki w pobliżu ujścia rzeki Exploits. Gubernator kolonii, sir Charles Hamilton, wydał polecenie odzyskania skradzionego mienia. 1 marca 1819 John Peyton Jr. i ośmiu uzbrojonych mężczyzn udali się w górę rzeki Exploits do Red Indian Lake w poszukiwaniu Beothuków. Była to główna zimowa kwatera plemienia. Gdy ludzie dotarli do obozowiska, dwanaścioro rdzennych Amerykanów uciekło z obozowiska, wśród nich Demasduit. Była wówczas karmiącą matką. Rzuciła się na śnieg, odsłoniła piersi i błagała o litość. Została schwytana. Jej mąż Nonosbawsut próbował ją odbić. Nastąpiła bójka między nim a kuśnierzami. Jeden z żołnierzy dźgnął Nonosbawsuta bagnetem, padły strzały. Mężczyzna zginął. Grupa Peytona zbadała obóz, zidentyfikowała skradzione mienie (w tym czajniki, noże, siekiery, haczyki na ryby, żyłki wędkarskie i sieci) i wróciła na wybrzeże. W tym czasie Demasduit kilkakrotnie próbowała uciec. Syn kobiety zmarł kilka dni po jej pochwyceniu. 
Sąd w St. John's uniewinnił Peytona i jego ludzi za zabójstwo Nonosbawsuta. Demasduit została zabrana do Twillingate i przez pewien czas mieszkała pod opieką anglikańskiego duchownego Johna Leigha. Dowiedział się, że kobieta była nazywana Demasduit, Shendoreth lub Waunathoake, ale przemianował ją na Mary March na cześć Matki Boskiej i miesiąca, w którym została porwana. Kiedy żegluga była możliwa, Demasduit została przywieziona do St. John's i spędziła tam większość wiosny 1819. Stała się znana w stolicy jako Mary March, gościła w rezydencji gubernatora, gdzie Lady Hamilton wykonała jej portret. Mówi się, że była łagodna, inteligentna i uległa. Miała okazać szczególne przywiązanie do swojego porywacza.
Latem 1819 bezskutecznie próbowano ją zwrócić Beothukom. Pomysł zgłosiła grupa wpływowych mieszkańców St John's i zatoki Notre Dame, którzy zorganizowali składkę na pokrycie kosztów wyprawy. Gubernator umieścił ją na pokładzie statku, który w listopadzie 1819 pod dowództwem kapitana Davida Buchana wyruszył do Red Indian Lake. W czerwcu i lipcu 1820 podjęto próby oddania ją plemieniu, który przebywali na letnim wypasie na wybrzeżu i przy ujściach rzek. Wobec niepowodzenia Demasduwit ponownie została oddana pod opiekę duchownego Leigh i przebywała w Fogo i Twillingate. Na podstawie rozmów z kobietą wielebny próbował zebrać słownictwo Beothuków. Jesienią 1819 wydano polecenie powrotu z powodu zimowych mrozów, ale Demasduwit zachorowała. Zmarła na gruźlicę 8 stycznia 1820 w Ship Cove (obecnie Botwood) na pokładzie statku Grasshopper.
David Buchan, który wyprawiał się do Beothuków już w latach 1810–1811, a jesienią 1819 przywiózł rozkaz zabrania Demasduwit w głąb lądu, postanowił wyprawić się w towarzystwie Johna Peytona Jr., 50 żołnierzy i kilku kuśnierzy w górę Exploits, aby zwrócić ciało kobiety jej współplemieńcom. Wyprawa była potajemnie obserwowana przez Beothuków (w tym siostrzenicę Demasduwit, Shawnandithit). Do pustego obozowiska rdzennej ludności przybyła 9 lutego. Tam w jednym z wigwamów zostawiono ciało kobiety i dary, po czym wrócono. Shawnandithit powiedziała później podróżnikowi Williamowi Eppesowi Cormackowi, że ciało ciotki pochowano z ciałem męża.

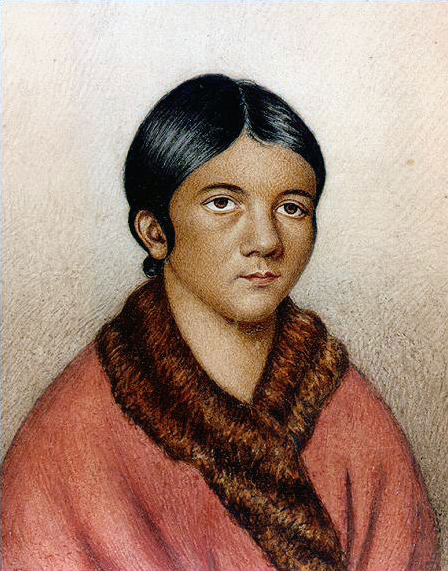
Portret z około 1841 (dawniej wierzono, że to Shanawdithit) powstały jako kopia przedstawienia Demasduit z 1819

## Dziedzictwo
Siostrzenica Demasduit, Shanawdithit (1801–1829), była ostatnią przedstawicielką plemienia Beothuków.
W 1828 William Eppes Cormack zabrał czaszki Nonosbawsuta i Demasduit z grobu i wysłał je do Royal Museum of Scotland (dziś National Museum of Scotland) w Edynburgu. W 2015 wódz Mi’sel Joe z Miawpukek First Nation w Conne River rozpoczął proces repatriacji szczątków. W Szkocji przeprowadził duchowy rytuał oczyszczenia czaszek. W lutym 2016 premier Nowej Fundlandii i Labradoru, Dwight Ball, oficjalnie zwrócił się do szkockiego muzeum, prosząc je o zwrot Kanadzie szczątków przedstawicieli Beothuków. W listopadzie 2017 wystosował prośbę od ministry ds. dziedzictwa Kanady, Mélanie Joly. W styczniu 2019 Gordon Rintoul, dyrektor National Museum of Scotland, ogłosił, że osiągnięto porozumienie z władzami kanadyjskimi w sprawie zwrotu szczątków. Wódz Mi’sel Joe uważa, że repatriacja czaszek Demasduit i Nonosabasuta może pomóc w złagodzeniu „mrocznej historii” Nowej Fundlandii. Dawne programy szkolne w Nowej Fundlandii obwiniały plemię Mikmaków za wyginięcie Beothuków, jakoby zabili ich na polecenie Francuzów. Wódz Mi’sel Joe stoi na stanowisku, że repatriacja czaszek może doprowadzić do pojednania rdzennych i nie-rdzennych mieszkańców Nowej Fundlandii i Labradoru.
W 2007 przeprowadzono testy DNA na materiale z zębów Demasduit i jej męża Nonosabasuta. Wyniki przypisano odpowiednio do haplogrupy X (mtDNA) i haplogrupy C (mtDNA), które występują również współcześnie w plemieniu Mikmaków w Nowej Fundlandii.

## Upamiętnienie
Piosenka „Demasduit Dream” nagrana przez zespół Great Big Sea z Nowej Fundlandii opisuje jej historię.
Jej imieniem nazwano Muzeum Prowincji im. Mary March w mieście Grand Falls-Windsor w Nowej Fundlandii i Labradorze. W maju 2006 grupa uczennic i uczniów drugiej klasy, kierowana przez ucznia Conora O'Driscolla, pomogła zebrać ponad 500 podpisów pod petycją o zmianę nazwy muzeum, by uczcić imię Demasduit zamiast imienia, które nadano jej po jej schwytaniu. W grudniu 2021 kierownictwo muzeum ogłosiło, że zmieni nazwę.
Nad brzegiem jeziora Red Indian Lake, 45 km na południe od Badger, istnieje Mary March Wilderness Park. Imieniem Mary March nazwano też drzewo.